# Litke-eilanden

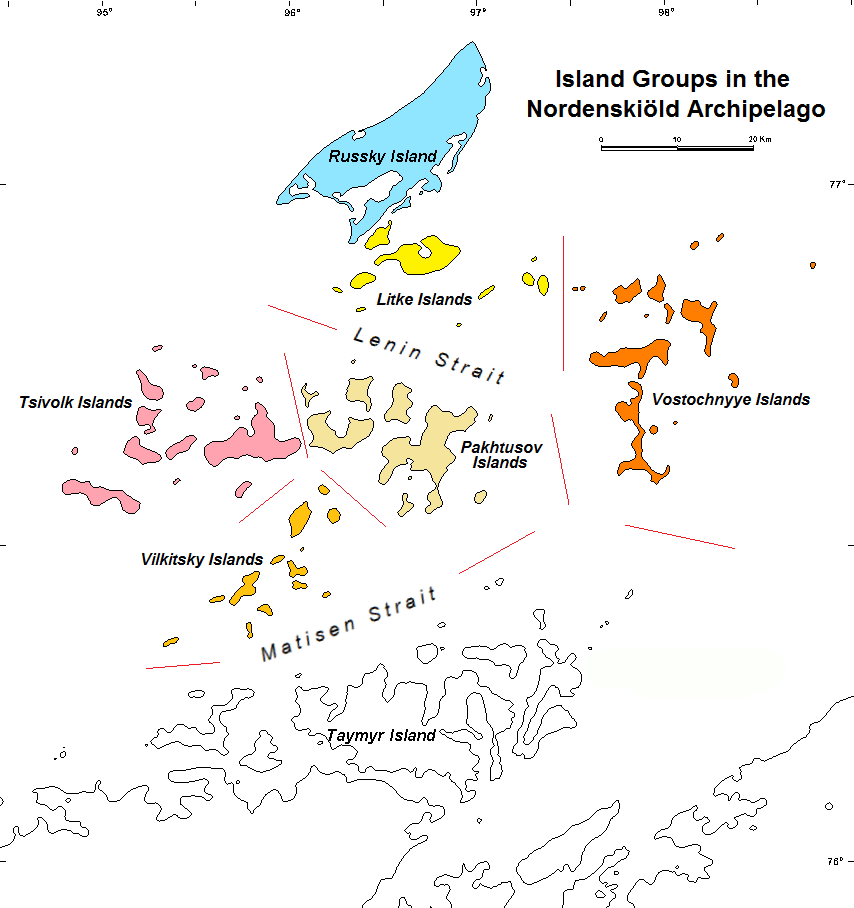
Ligging van de Litke-eilanden.

De Litke-eilanden (Russisch: острова Литке; ostrova Litke) is een eilandengroep van de Nordenskiöldarchipel ten noorden van het Russische schiereiland Tajmyr in het zuidelijke deel van de Karazee. De groep van ongeveer 10 eilanden en eilandjes strekt zich van oost naar west uit over ongeveer 33 kilometer ten zuiden van het eiland Roesski. Ten zuidwesten bevinden zich de Tsivolko-eilanden, ten zuiden de Pachtoesoveilanden en ten zuidoosten de Vostotsnyeilanden. Van de Pachtoesoveilanden worden de eilanden gescheiden door de Straat Lenin, die de grens vormt tussen het noordelijke en het centrale deel van de archipel. De eilanden zijn vernoemd naar de Russische poolvaarder Fjodor Litke (1797-1882).

## Eilanden
- Jermolov (Ермолова) – verreweg het grootste eiland; gelegen ten zuiden van Roesski. Bevat een baai (Zamantsivaja) aan oostzijde en een landtong aan westzijde, die midden tussen de eilanden Torosny en Sjilejko uitkomt. Ten zuidoosten bevindt zich een klein naamloos eilandje. Het hoogste punt ligt aan oostzijde, op 40 meter.
- Oenikovskogo (Униковского) – klein rotseilandje ten zuidoosten van Ledasjenko
- Pedasjenko (Педашенко) – langgerekt eiland ten zuidwesten van de Drie Gebroederseilanden
- Sikora (Сикора) – klein eilandje ten zuiden van Sofii
- Sjilejko (Шилейко) – gelegen ten noordoosten van Torosny en ten zuiden van het schiereiland Boenge van Roesski, waarmee het net niet is verbonden door een landtong. Aan de noordoostzijde bevindt zich de Galetjnajaschoorwal.
- Sofii (Софии) – klein langgerekt eilandje ten zuiden van Torosny
- Torosny (Торосный) –westelijkste grote eiland. Het hoogste punt wordt gevormd door een heuvel van 42 meter in het centrale deel van het eiland.
- Tri Brata-eilanden (острова Три Брата; "Drie Gebroederseilanden") – drie eilandjes nabij de Vostotsjny-eilanden